# Шербрук
Шербрук (фр. Sherbrooke) — четвёртый по величине город в провинции Квебек в Канаде, столица административно-территориальной единицы Эстри в историко-культурном регионе Восточные Кантоны. Население города составляет 159 448 жителей (2014). Город расположен в 150 км к востоку от Монреаля и в 50 км к северу от границы с США. Город назван в честь Джона Коупа Шербрука — британского генерал-губернатора Канады в начале XIX в. Несмотря на то что город возник и долгое время развивался как исторически англоязычное поселение, свыше 90 % населения в нём в настоящее время составляют франкофоны, ставшие новым этноязыковым большинством региона к концу XIX века.

## История

### Автохтонный период
Территория Эстри и их столицы — города Шербрук долгое время была заселена индейскими племенами ирокезов и алгонкинов. В ходе французской колонизации Канады XVII—XVIII веков, долины рек Святого Лаврентия и его притоков, в частности реки Святого Франциска, вошли в состав французских колониальных владений, получивших название Новая Франция. Несмотря на свою территориальную принадлежность, регион, впоследствии ставший Восточными Кантонами, не был заселён французскими колонистами и оставался покрытым лесами, в которых кочевали немногочисленные индейские племена.
Британская оккупация, сменившая французский режим в 1760-х годах, в первые десятилетия никак не отразилась на жизни региона — он продолжал оставаться неосвоенным и безлюдным, хотя не так далеко — в долине реки Святого Лаврентия, продолжали сохраняться очаги франкоканадского хозяйствования, оставшиеся на месте бывших сеньорий, полуфеодальных наделов розданных королевской властью местной знати.

### Начало колонизации
Ситуация в корне изменилась лишь после американской Войны за независимость, завершившейся в 1783 году, после чего группы пробритански настроенных лоялистов решили переселиться на территорию Канады, по-прежнему подконтрольную режиму.
Британское правительство всячески поощряло англоязычных переселенцев, в том числе из самой Великобритании, с целью покорить и окончательно ассимилировать франкоканадцев.
Первые группы лоялистов расселились в Верхней Канаде (территория современного Онтарио, в Нью-Брансуике, а также в долине Св. Франциска. В 1780—1840-х годах регион развивался как исключительно англоязычный: в отличие от соседний сеньорий, идущий вверх от обоих берегов реки, здесь возобладала британская система земельных наделов — грантов. В регионе распространялся протестантизм, а не католичество, появились первые города (Шербрук и Магог) с типично британской архитектурой.
Демаркация международных и внутриканадских границ, а также несколько замкнутое положение региона, зажатого между границей США с одной стороны и франкокандскими регионами с другой, привело к тому, что регион оказался в составе Нижней Канады, где преобладало франкоканадское население (на тот момент свыше 600 тыс. человек). Таким образом, англофоны Шербрука оказались в меньшинстве, хотя их абсолютная и относительная величина была значительной и даже увеличивалась плоть до 1860-х годов. Англофоны основали и крупнейший в городе англоязычный университет Бишопс (букв. Епископский) — единственный на территории франкоязычного Квебека, за исключением двух других — МакГилл и Конкордия, расположенный в Монреале, где до сих пор сохраняется значительное англоязычие (охватывающее до 25 % населения на острове Монреаль).

## Население
В 1900 году в городе проживало около 11,75 тыс. жителей, к 1975 году население возросло до 86 тыс. человек. Современное население Шербрука составляет порядка 150 тыс. человек, из которых 92,5 % — франкофоны, 4,5 % — англофоны, 3 % — аллофоны. Шербрук — четвёртый по величине город Квебека, население которого демонстрирует тенденцию к росту:
- Плотность населения: 29,5 чел./км²
- Рождаемость: 9,9 ‰ (2005)
- Смертность: 7,8 ‰ (2005)

| Язык                     | Население | (%)     |
| ------------------------ | --------- | ------- |
| только французский       | 129 970   | 89,89 % |
| только английский        | 5735      | 3,97 %  |
| английский и французский | 640       | 0,44 %  |
| Другие языки             | 8245      | 5,7 %   |

| Этническое происхождение | Население | %       |
| ------------------------ | --------- | ------- |
| Канадцы                  | 117 305   |         |
| Французы                 | 50 540    | 33,61 % |
| Ирландцы                 | 6560      | 4,36 %  |
| Англичане                | 5065      | 3,37 %  |
| Шотландцы                | 3070      | 2,04 %  |
| Квебекцы                 | 2415      | 1,61 %  |
| Индейцы                  | 1805      | 1,20 %  |
| Итальянцы                | 1505      | 1,00 %  |

Около 87 % населения определили как себя как приверженцы римской католической церкви в 2001 году, а 6 % заявили, что не принадлежат ни к одной церкви. Среди других конфессий Статистическое управление Канады насчитало 1,2 % англикан, 0,8 % мусульман, 0,8 % Объединенной церкви, баптистов 0,7 %, 0,5 % православных и 0,3 % Свидетелей Иеговы. Пятидесятники и методисты составили 0,2 % каждая, в то время как пресвитериане, адвентисты седьмого дня, мормоны составили по 0,1 %.

## Экономика
Шербрук — крупный железнодорожный узел. Также это некогда был крупный центр текстильной и трикотажной промышленности. Производство железнодорожного подвижного состава, оборудования для горнодобывающей и целлюлозно-бумажной промышленности. Электротехника, металлообработка. В 2007 году канадский журнал Canadian Business Magazine поставил Шербрук на первое место среди городов Канады для ведения бизнеса. Сильными сторонами города являются увеличение разрешений для коммерческого строительства, сильная экспортная отрасль, высокообразованная рабочая сила и низкий уровень безработицы. 
Шербрук также является важным аграрным центром для расположенных в регионе молочных ферм. Важным бизнесом является также производство хоккейных клюшек: здесь их производится больше, чем в любом другом городе мира. В городе есть железобетонный мост, первый в своем роде в мире.

## Образование
В городе расположен франкофонный Шербрукский университет, и с момента слияния с Ленноксвиллем в 2002 году — англоязычный Бишопский университет. Шербрукский университет — это большой университет с длительными программами для получения степени магистра и доктора наук с факультетами права и медицины, в то время как Бишопский университет меньше, и основном предлагает бакалаврские программы. Также в город расположены три Сежепа, два из них франкофонны: Сежеп Шербрука и Семинария Шербрука, а также англоязычный Шамплен колледж Ленноксивилля.

## Административное деление
Город состоит из 6 районов: Бромптон, Флёримонт, Ленноксвилл, Монт-Белльвью, Рок-Форест-Сен-Эли-Довиль и Жак-Картье.
| Район                      | Население | Членов в горсовете |
| -------------------------- | --------- | ------------------ |
| Бромптон                   | 5956      | 3                  |
| Флёримонт                  | 41 276    | 5                  |
| Жак Картье                 | 30 229    | 4                  |
| Ленноксвилль               | 5195      | 3                  |
| Монт-Белльвью              | 33 377    | 4                  |
| Рок-Форест-Сент-Эли-Довиль | 29 191    | 4                  |

## Здравоохранение
Пригородная Шербрукская университетская больница (или «Клинический центр» Шербрукскского университета) насчитывает более 5200 сотрудников, в том числе 550 врачей. Она включает в себя клинический научно-исследовательский центр Этьена-Лебеля. Также здесь расположена больница Женераль Отель-Дьё, расположенная в центре Шербрука.

## Туризм и аттракционы
В городе широко развит агротуризм, проводятся различные фестивали. В городке Коатикук (Coaticook) вблизи от Шербрука в городском парке расположен аттракцион Foresta lumina (Светящийся лес).